# Cathédrale d'Isernia

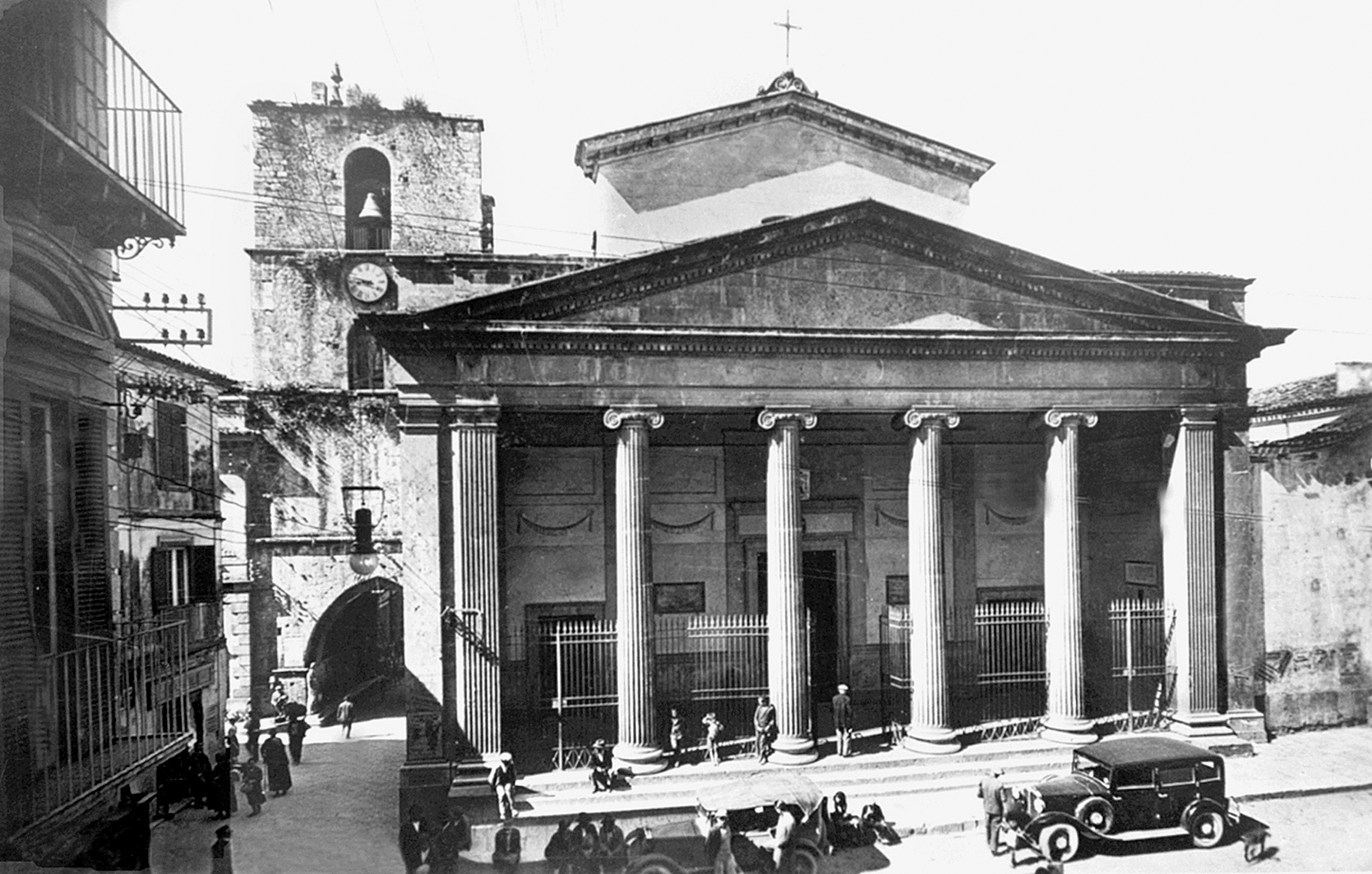
La cathédrale sur une photo de 1925

La Cathédrale d'Isernia (Cattedrale di San Pietro Apostolo ou Cattedrale di Isernia  en italien) est le dôme de la ville de Isernia, dans la région Molise.
Il s'agit de l'édifice de culte catholique le plus important de la ville d'Isernia, église mère du diocèse Isernia-Venafro et siège de ladite paroisse. La cathédrale se trouve sur la piazza Andrea d'Isernia, dans le centre historique et est bâtie sur les restes d'un ancien temple païen italique du IIIe siècle av. J.-C. Son aspect actuel est le résultat de nombreuses interventions effectués soit après les nombreux séismes, soit à la suite des projets de restructuration de l'édifice.

## Historique
La base de l'édifice comporte les restes d'un temple d'une colonie italique assujettie à Rome datant de vers 264 av. J.-C. Le temple de la Triade Capitoline dédié aux dieux Jupiter, Junon et Minerve comportait trois cellae, une par divinité. Le podium en travertin caractérisé par un basement massif est encore visible dépassant sur le côté.
Au Moyen Âge, une cathédrale de style gréco-byzantin est construite sur le site du temple.
L'entrée était située au sud, l'abside au nord, correspondant aux anciennes cellae dédiées aux dieux païens.
En 1300, un campanile est construit à redos de la cathédrale. Une série de désastres, parmi lesquels de nombreux séismes, ont endommagé les structures de l'édifice.
Une première restauration a lieu en 846 et 1349, le bâtiment est totalement reconstruit à la suite de l'écroulement provoqué par un fort séisme. Son aspect changea fondamentalement avec le déplacement de l'entrée côté Nord donnant sur la place du marché. L'intérieur de l'église était constitué de trois nefs richement décorées.
En 1456, un nouveau séisme a endommagé l'édifice qui a été de nouveau restauré en gardant les mêmes caractéristiques.
Au XVIIe siècle, deux chapelles sont construites sur les côtés de l'abside et en 1769, la coupole.
En 1805, un fort tremblement de terre détruit les anciennes structures de l'édifice qui a été de nouveau reconstruit au même endroit, mais en plus grand. Les travaux ont eu lieu entre 1826 et 1834, sous l'épiscopat de Gomez Cardosa, et complétés par monseigneur Gennaro Saladino entre 1837 et 1851, qui a fait construire le pronaos.
Au mois de septembre 1943, l'église est endommagée par un bombardement américain. L'édifice est restauré à l'initiative de l'évêque, Mgr Achille Palmerini entre 1963 et 1968.
Par la suite, des fouilles archéologiques ont été réalisées à l'intérieur de la cathédrale. Celles-ci ont mis en évidence les structures anciennes du temple, visibles à travers un pavement en verre.

## Extérieur
La façade principale de la cathédrale donne sur la place Andrea d'Isernia et est flanquée par celle moins élevée du palais épiscopal. Son aspect actuel est le fruit de la restauration néoclassique effectuée sur ordre de l'évêque Gennaro Saladino pendant la seconde moitié du XIXe siècle. L'entrée est constituée de trois grands portails en bronze de style moderne et est précédée d'un ample pronaos, lui aussi du XIXe siècle ; la structure, avec le grand tympan triangulaire en travertin, est soutenue par deux couples de colonnes aux angles et par quatre grandes colonnes ioniques sur le fronton. En 1954, les deux côtés du pronaos ont été ouverts et les grilles en fer forgé supprimées. Le long de la façade gauche de la cathédrale qui longe le Corso Marcelli, restée en brique, on voit la stratification historique et la présence d'un portail en style baroque avec une corniche en marbre, actuellement muré qui est situé à un niveau plus élevé par rapport au plan routier.

## Intérieur

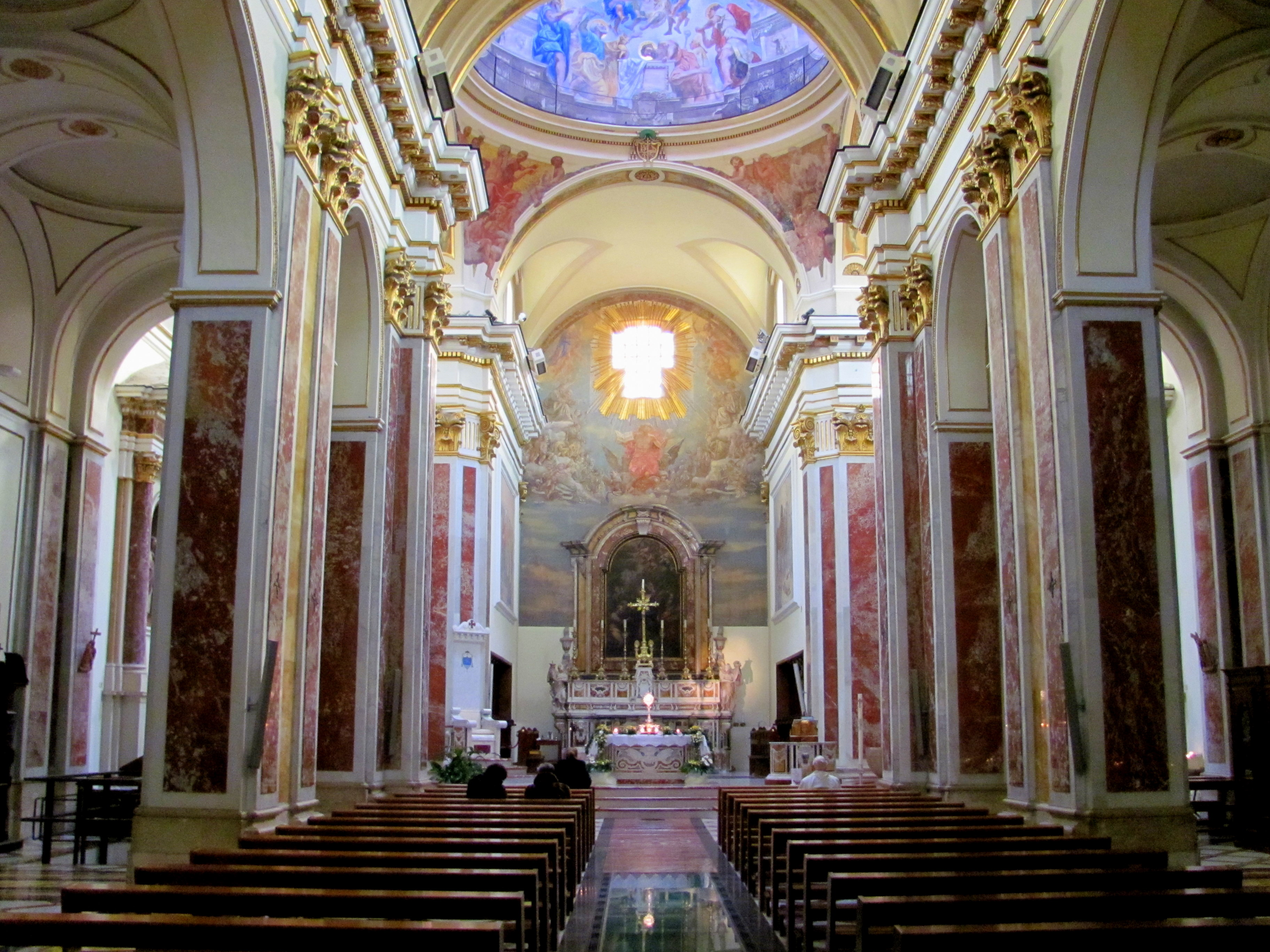
L'intérieur

L'aspect actuel de l'intérieur de la cathédrale remonte aux restaurations effectuées sur ordre de l'évêque Gennaro Saladino et ses successeurs à partir de 1851, ceci à la suite du séisme du 26 juillet 1805.
L'intérieur comporte trois nefs avec quatre travées dotées de colonnes décorées de lésènes d'ordre corinthien en marbre polychrome.
La nef centrale comporte sur le mur intérieur de l'entrée une cantoria en bois avec un orgue de marque Ruffati. Le transept, avant le séisme de 1984, possédait une voûte en berceau décorée à fresque de figures de saints. La coupole possède encore sa décoration originale à fresque qui recouvre entièrement la calotte interne, réalisée en 1927 - 1928 par le peintre Amedeo Trivisonno. La décoration est centrée sur le dogme de l'Assomption de Marie et s'inspire stylistiquement des fresques baroques. Le pavement dont la plus grande partie est en verre remonte à 2002 et permet de voir les vestiges archéologiques retrouvés sous l'édifice.

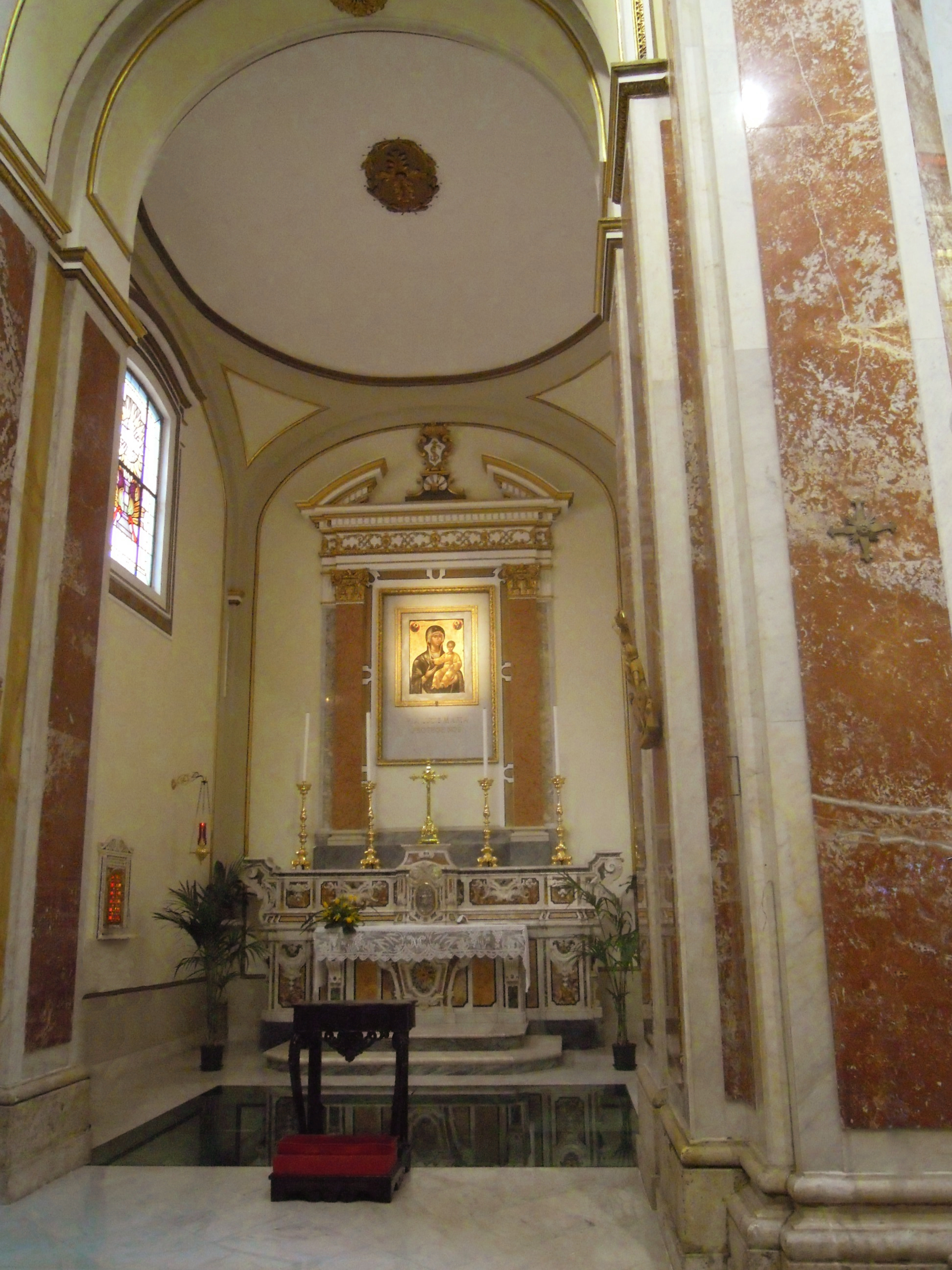
La chapelle du Très-Saint-Sacrement avec l'icône de la Virgo Lucis

L'abside a une forme rectangulaire et conserve deux œuvres baroques. Adossé à la paroi du fond se trouve le maître-autel datant du XVIIIe siècle, commandé par l'évêque d'Isernia, Michelangelo de Peruta. L'autel est surmonté par la Consegna delle Chiavi a San Pietro (« Remise des Clefs à saint Pierre »), de Raffaele Gioia.
Le maître-autel, la cathèdre, l'ambon et les fonts baptismaux en marbre situés sous l'arc de séparation de la croisée du transept et l'abside datent des années 1980.
La cappella del Santissimo Sacramento (chapelle du Très-Saint-Sacrement), située à gauche de l'abside comporte un autel baroque en marbre polychrome avec ciboire surmonté de deux chérubins et par le Saint-Esprit.
Le retable comporte la très ancienne peinture byzantine dénommée Virgo Lucis (La Madone de la Lumière) de Marco Basilio. Cette œuvre dont la réalisation remonte au XVe siècle a été apportée à Isernia en 1567 par l'évêque Lomellina.
Dans la chapelle à droite du presbytère se trouve la statue de la Madonna de ru père (Madone du Pied), réalisée probablement au XIIIe siècle, située à l'origine au Sanctuaire Santa Maria d'Altopiede, puis à l'Eremo dei Santi Cosma e Damiano et enfin dans la cathédrale au XXe siècle.
Diverse œuvres font partie du Trésor de la Cathédrale dont le reliquaire en bronze doré de Saint Nicandre (XIVe siècle, la croix d'argent donnée par Célestin V, divers calices et une croix d'autel de l'école angevine.

## Sources
- (it) Cet article est partiellement ou en totalité issu de l’article de Wikipédia en italien intitulé « Cattedrale di Isernia » (voir la liste des auteurs).